# Syzygium travancoricum
Syzygium travancoricum là một loài thực vật thuộc họ Myrtaceae. Chúng có ở một vài địa phương của Kerala và là loài đặc hữu của Ấn Độ. Chúng hiện đang bị đe dọa vì mất môi trường sống.